# مجسمه‌سازی در آسیای جنوبی
شابک ‎
اولین مجسمهٔ شناخته شده در شبه قارهٔ هند از تمدنی در درهٔ هندو است که در اطراف موهنجودارو و هاراپا، پاکستان امروزی، یافت شده‌ است. این‌ها شامل زن رقصنده ی مشهور از جنس برنز می‌شوند. اگرچه این‌گونه اشکال در برنز و سنگ‌ها محدود است و بیشتر به صورت مجسمه‌های سفالی رنگ و چسباندن سنگ‌ها بوده اند، اغلب اشکال به صورت حیوانات و خدایان نمایش داده شده‌اند و کمتر فیگورهای انسانی در آن‌ها موجود بوده..
بعد از متلاشی شدن تمدن دورهٔ هندو، مدارکی کوچک از مجسمه‌سازی تا آغاز دورهٔ بودایی وجود دارد که جدا از اندوختهٔ فیگورهای مسی قبلی هستند . . بنابراین رسم مجسمه‌سازی یادبودی هندی به نظر می‌رسد که دیر شروع شده باشد.(همراه با سلطنت آسوکا و پایه‌های آشوکا در اطراف هند) او همراه با حکمرانی خود مجسمه‌های مشهوری از حیوانات را در بر داشته که اغلب به شکل شیر بوده‌اند که اکنون شش عدد از آن‌ها بر جای مانده‌ است. . تعداد زیادی از مجسمه‌های فیگوری که اکنون آزاد هستند از سفرهای اخیر بودایی‌ها نجات پیدا کرده‌اند که شاید باعث پیشرفت رسوم استفاده از چوب شده‌ است که همچنین آیین هندو را در بر می گرفته..
در دورهٔ اول و دوم قرون پیش از مسیحیت در دوردست هند شمالی در آیین یونانی-بودایی که اکنون در قسمت جنوبی افغانستان و شمال پاکستان است، مجسمه و مجسمه‌سازی آشکارتر و صریح تر شد که قسمت‌های مختلف آموزه‌ها و زندگی بودایی را بازنمایی می‌کرد. اگرچه هند رسوم طولانی و زیادی در مجسمه‌سازی داشته و پیکرنگاری غنی و اربابی در خود گنجانده است، هیچ وقت بودا قبل از این دوره در قالب انسان ارائه نشد بلکه در قالب برخی سمبل‌ها و نشانه‌ها باز نمایی شده‌ است. از نظر مدرسهٔ مجسمه‌سازی گاندهاران گفته شده‌است که بودا دارای موهای موّاج، پارچه‌های تزئینی بر روی هر دو شانه اش، کفش‌ها و صندل‌ها، و تزئیناتی از برگ اکانتاسه و... بوده است.
سنگ ماسه اس هندو ، جین و مجسمهٔ بودایی ماتورا از دورهٔ اول تا سوم قرون تاریخ مسیحیت بازتاب دهندهٔ رسوم اصلی هندی‌ها و تأثیرات غربی در آن دوره است که به‌طور متاثر نشان دهندهٔ مجسمه‌سازی مذهبی هندی‌ها نیز می‌باشد. این شیوه پیشرفت کرد و در هند منتشر شد که به عنوان دورهٔ کلاسیک مجسمه‌سازی هند ثبت شده‌است. اگرچه غارهای الفانتا احتمالاً بعد از این دوره است. بعدها مجسمه‌ها در ابعاد بزرگ تری که انحصاراً مذهبی هم بودند به جای گذاشته شد که عموماً پیرو سنت قدیم بودند و مربوط به حالت‌های ایستاده و از رو به رو می شد. کنده کاری‌ها نیز اغلب با جزییات اجرا شده‌اند.

## هنر بودایی-یونانی
هنر بودایی-یونانی یک فرهنگ اعتقاد به توحید و وحدت عقاید و همتایی بین یونان کلاسیک و آیین بودایی است که در حدود هزار سال در مرکز آسیا پیشرفت کرد .(بین غلبهٔ اسکندر در قرن  قبل از مسیحیت و قرن ۷ بعد از مسیحیت)
این هنر باعث رو نمایی بودا برای اولین بار در قالب انسان شد که به بیان هنری و البته مجسمه‌سازی از آن زمان تاکنون کمک بسیاری کرده‌است . برخی از جنبه‌های هنر یونانی برگرفته از از دیگر آیین‌ها بوده که بعد از دورهٔ بودایی-یونانی از آن جدا نشد. به‌طور مشخص فیگورهای ایستاده ،اغلب با حالتی راحت و یک پای خم شده و کوپید در حال پرواز (خدای عشق به صورت کودکی برهنه) که در سرتاسر آسیا مشهور شدند. 
اصالت هنر بودایی-یونانی در سنت هلنی و سلطنت این دوره که جایگاه امروزی آن در افغانستان است ،شکل گرفته‌است. تحت سلطهٔ یونانی و هندو و بعد از آن کوشان ها، اثر متقابل یونان و هند و فرهنگ آن در منطقهٔ گاندهارا در شمال پاکستان کنونی جلوه کرد. اثر این نوع هنر همچنین در جهت شمالی به سمت مرکز آسیا نیز پخش شد و هنرهای دیگر را با قدرت تحت تأثیر قرار داد و همچنین فیگور مجسمه‌ها در چین، کره و ژاپن.